# Hartmannsdorf-Reichenau
Hartmannsdorf-Reichenau – miejscowość i gmina w Niemczech, w kraju związkowym Saksonia, w okręgu administracyjnym Drezno, w powiecie Sächsische Schweiz-Osterzgebirge, wchodzi w skład wspólnoty administracyjnej Klingenberg. Do 30 grudnia 2012 wspólnota ta nosiła nazwę Pretzschendorf.